# انتونینا زلیکوویچ
انتونینا زلیکوویچ (روسی: Антонина Викторовна Махина-Думчева-Зеликович؛ زادهٔ ۴ march ۱۹۵۸ (۶۷ سال)) ورزشکار روئینگ اهل روسیه است.
وی در مسابقات کشوری و بین‌المللی در مجموع برندهٔ ۲ مدال طلا، ۴ مدال نقره، ۳ مدال برنز شده‌است.